# Sabulodes huachuca
Sabulodes huachuca är en fjärilsart som beskrevs av Frederick H. Rindge 1978. Sabulodes huachuca ingår i släktet Sabulodes och familjen mätare. Inga underarter finns listade.